# SBT São Paulo
SBT São Paulo é uma emissora de televisão brasileira sediada em Osasco, porém concessionada em São Paulo, respectivamente cidade e capital do estado homônimo. Opera no canal 4 (28 UHF digital) e é uma emissora própria e matriz do SBT, sendo pertencente ao Grupo Silvio Santos, e sua área de cobertura abrange a Grande São Paulo. Seus estúdios estão localizados no CDT da Anhanguera, no Distrito Industrial Anhanguera, em Osasco, e sua antena de transmissão, a Torre Assis Chateaubriand, está no bairro do Sumaré, na capital paulista.

## História

### Antecedentes
Mergulhada em uma grave crise financeira, a TV Tupi São Paulo, primeira emissora de televisão do Brasil e cabeça de rede da Rede Tupi, tem a concessão do canal 4 VHF cassada em 18 de julho de 1980, após o Governo Federal publicar no Diário Oficial da União o decreto que declarava perempta (não renovável) a concessão dela e de mais 6 emissoras componentes da rede por dívidas com a previdência social e corrupção financeira. No mesmo dia, técnicos do DENTEL lacram os transmissores da emissora e suas coirmãs, extinguindo a Rede Tupi.
Dias depois, em 23 de julho, o Governo Federal abre uma concorrência para as concessões da Rede Tupi, da também extinta TV Excelsior de São Paulo, além de mais um canal no Rio de Janeiro, que viria a ocorrer em setembro daquele ano. Em 19 de março de 1981, o ministro das comunicações Haroldo Corrêa de Mattos anuncia em uma coletiva que Silvio Santos e Adolpho Bloch saíram como os vencedores da concorrência. Silvio conquista as concessões da Rede Tupi nas cidades de São Paulo (TV Tupi São Paulo), Porto Alegre (TV Piratini) e Belém (TV Marajoara), além do canal 9 do Rio de Janeiro (que atualmente é a CNT Rio de Janeiro). Bloch, com as outras cinco concessões que conseguiu, fundaria em 1983 a Rede Manchete.

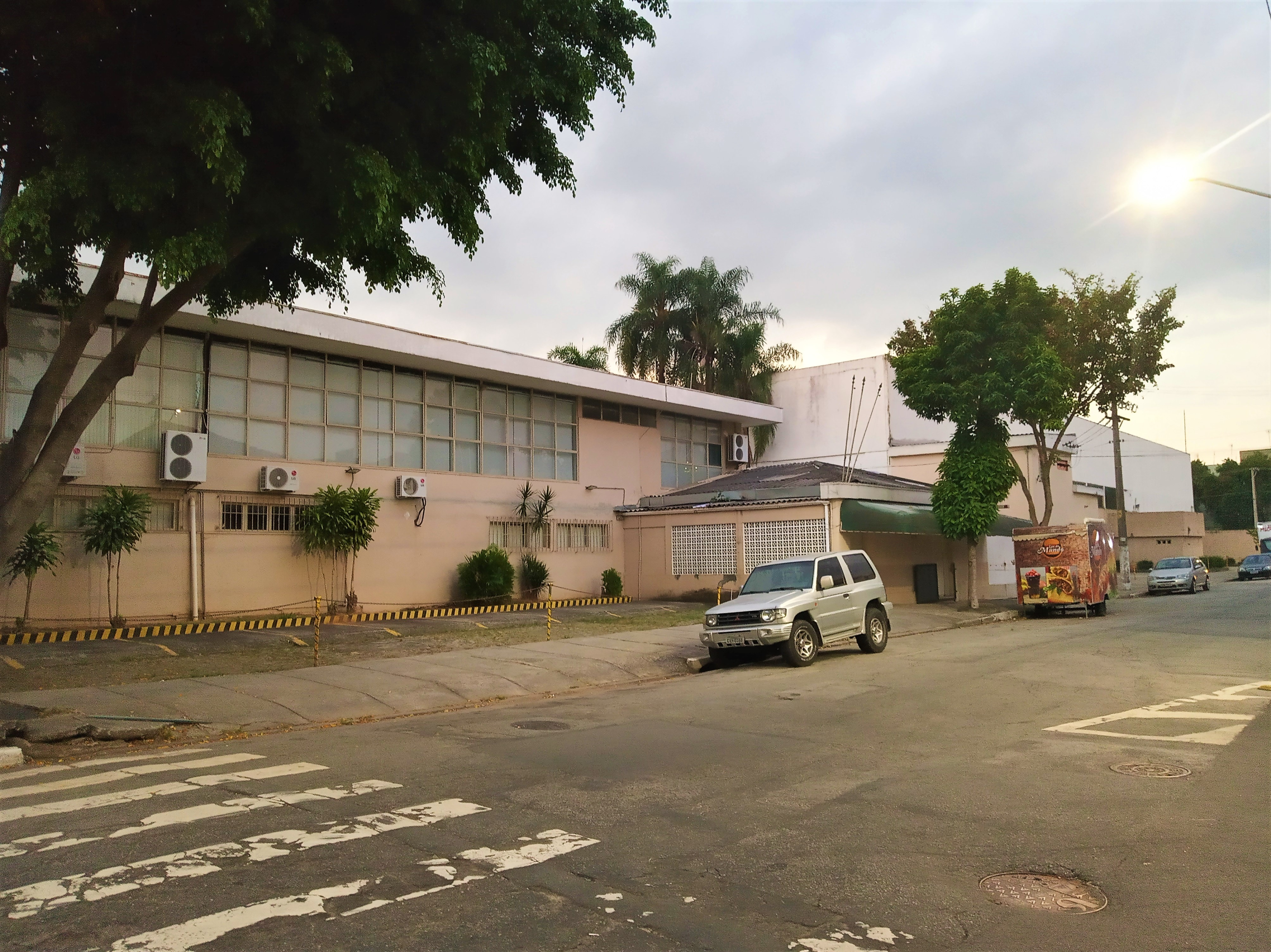
Antiga sede do SBT no bairro da Vila Guilherme em São Paulo

Silvio ainda incorporou aos ativos da futura emissora os estúdios do antigo Tele-Centro da Rede Tupi e a Torre Assis Chateaubriand (ainda em fase de construção) na Rua Catalão, nº 75, no bairro do Sumaré, que se juntaram a estrutura que já era utilizada pela TVS Rio de Janeiro (existente desde 1976) na capital paulista, como o Teatro Silvio Santos no bairro do Carandiru e um prédio do grupo localizado em Osasco, onde ficava a parte administrativa. Foi adquirido ainda um prédio de 11.000 m² na Rua Dona Santa Veloso, nº 575 no bairro da Vila Guilherme, onde haviam funcionado os antigos estúdios da TV Excelsior até seu fechamento em 1970, e construída ainda uma fábrica de cenários na Rua dos Camarés, no Carandiru. Ao todo, a futura TVS São Paulo iria operar em 5 locais diferentes, o que naquele momento não parecia ser uma dificuldade para seu funcionamento.

### TVS São Paulo (1981-1990)
A TVS São Paulo entrou oficialmente no ar às 9h30 do dia 19 de agosto de 1981, como cabeça de rede do Sistema Brasileiro de Televisão, e em conjunto com a TVS Rio de Janeiro e mais 4 emissoras que anteriormente eram afiliadas da Rede de Emissoras Independentes (liderada pela TV Record São Paulo, da qual Silvio Santos era acionista), e mais cinco emissoras dos Diários Associados que haviam se salvado da cassação da Rede Tupi. Com o apoio da TV Anhanguera, a emissora transmitiu diretamente de Brasília o ato de assinatura da sua concessão entre Silvio Santos e o ministro Haroldo Corrêa de Mattos, sendo a primeira do mundo a realizar tal feito.
Tal qual a TVS Rio de Janeiro, de onde a emissora paulistana herdou toda a sua programação, a grade da TVS São Paulo consistia em programas de auditório, enlatados como filmes e séries norte-americanas, programas humorísticos, infantis, entre outros. Sua grade não possuía programas locais, sendo a exceção o programa O Povo na TV, que no fim de 1981 passou a ter uma versão diferente da que era feita no Rio de Janeiro. Com uma grade praticamente voltada para o público das classes C e D, a TVS São Paulo popularizou-se rapidamente, vindo a alcançar a vice-liderança de audiência na Grande São Paulo até o fim da década de 1980, embora seu faturamento fosse baixo e os anunciantes em sua maioria procurassem os canais concorrentes.
Em 24 de novembro de 1989, a emissora ficou 18 minutos fora do ar, entre 18h56 e 19h14, interrompendo sua programação e também a transmissão em rede nacional do SBT. O incidente ocorreu após a Eletropaulo interromper o fornecimento de energia elétrica na Vila Guilherme em função do temporal que ocorria no momento. A emissora chegou a acionar o gerador de emergência, mas para evitar uma sobrecarga em função de vários estúdios estarem sendo utilizados ao mesmo tempo, ele teve de ser desligado.

### SBT São Paulo (1990-presente)
Em 1.º de janeiro de 1990, a TVS São Paulo e as outras emissoras componentes do SBT abandonam a nomenclatura "TVS" e passam a utilizar o mesmo nome da rede, sendo que já faziam isso desde sua fundação quando estavam transmitindo a programação nacional. Em 19 de março de 1991, os estúdios do SBT São Paulo na Vila Guilherme sofrem um grande alagamento em função da cheia do Rio Tietê após um temporal, o que forçou a emissora a interromper sua programação normal em todo o país e improvisar um link ao vivo em cima de um bote para mostrar a situação dos estúdios. A inundação gerou um prejuízo de cerca de 700 milhões de cruzeiros e uma crise que perdurou até o ano seguinte.
Em 19 de agosto de 2015, data de aniversário do SBT, a emissora sofreu um problema técnico que acabou interrompendo a transmissão da sua programação em todo o país por cerca de 10 minutos. Enquanto era sanado o problema, a emissora exibiu alguns episódios do seriado Chaves como tapa-buraco. O SBT Brasil teve início com 29 minutos de atraso, às 20h14, e algumas de suas matérias deixaram de ser exibidas. A telenovela Cúmplices de um Resgate iniciou-se às 20h40 (dez minutos de atraso), e a programação ficou com um delay de 10 minutos daí em diante.
Em 2021, o SBT São Paulo deixou de cobrir o Vale do Paraíba, após o surgimento da TV Thathi Vale (atual TH+ SBT Vale) de São José dos Campos, que passou a ser a sua afiliada na região, herdando também as suas retransmissoras. Ao mesmo tempo, também se encerrou um esquema comercial que existia desde 1994, conhecido informalmente como "SBT Vale", com a geração de publicidade específica para os municípios da região durante os intervalos comerciais.
em 2025, entrou no ar o SBT Educação no canal 4.2, e o SBT Educação 2 no canal 4.3 na multiprogramação do canal 4.1.

## Sinal digital
A emissora iniciou suas transmissões digitais em 2 de dezembro de 2007, data do início das operações da TV digital no Brasil, através do canal 28 UHF. Neste dia, foi apresentado na sessão 8 e Meia no Cinema o filme Alexandre, o Grande, exibido totalmente em alta definição, sendo a primeira transmissão da emissora com a nova tecnologia e o primeiro filme exibido no formato na TV brasileira.
Transição para o sinal digital
Com base no decreto federal de transição das emissoras de TV brasileiras do sinal analógico para o digital, o SBT São Paulo, bem como as outras emissoras da Região Metropolitana de São Paulo, cessou suas transmissões pelo canal 04 VHF em 29 de março de 2017, seguindo o cronograma oficial da ANATEL. O sinal foi cortado às 23h59, durante o Programa do Ratinho, e foi substituído pelo aviso do MCTIC e da ANATEL sobre o switch-off.

## Programas
Desde o surgimento da rede, a grade do SBT São Paulo é basicamente a mesma que é exibida nacionalmente pelas demais emissoras próprias e afiliadas, sendo poucas as ocasiões em que existiram programas exclusivamente voltados para o público paulistano. Atualmente, nos espaços que o SBT reserva para a programação local, a emissora exibe na maioria das vezes extensões das atrações nacionais, que também podem ser vistas via satélite ou em algumas operadoras de TV por assinatura em todo o país.

### Histórico da programação local
Sua primeira produção local foi a versão paulistana de O Povo na TV, entre 1981 e 1983. Em 20 de agosto de 1984, surgiu o Jornal da Cidade, exibido às 19h15 da noite, com duração de 10 minutos, e o boletim Últimas Notícias, exibido durante a programação. Em 8 de setembro de 1986, o jornalismo local é reformulado com a estreia do Cidade 4, que foi apresentado por nomes como Ivo Morganti, Antonio Freitas, Sandra Teixeira, Lívio Carneiro e Felisberto Duarte. O telejornal acaba sendo extinto em 1988, quando estreou em 22 de agosto o TJ São Paulo, apresentado por Ademar Altieri, no mesmo dia do lançamento do TJ Brasil. O telejornal foi ao ar pela última vez em 18 de maio de 1991, quando cedeu espaço para o Aqui Agora, que era exibido em rede nacional.
Com o fim do jornalístico em 1997, houve uma tentativa de voltar com o jornalismo local para a cidade de São Paulo, e para isso, foi criado em 9 de março de 1998 o Noticidade, apresentado por Ricardo Carlini, Sílvia Garcia e Valéria Balbi. O telejornal ia ao ar na faixa das 19h15, e tinha uma média de 3 a 4 pontos de audiência. Devido a isso, acabou sendo extinto em 15 de agosto do mesmo ano, com o remanejamento do Programa Livre para o horário em razão do Horário Eleitoral Gratuito. Em 2006, após um longo período sem jornalismo local, a emissora estreou em 5 de junho o telejornal SBT São Paulo, apresentado por Carlos Nascimento. Em 5 de agosto, o telejornal foi extinto, dando início a mais um longo período sem telejornais locais, com os espaços da programação local preenchidos por enlatados.
Em 16 de janeiro de 2012, o Jornal do SBT Manhã ganhou uma edição local apresentada por Rodolpho Gamberini, das 7h às 7h30. Em 12 de março, o horário noturno foi preenchido pelo retorno do SBT São Paulo, apresentado por Karyn Bravo e Joyce Ribeiro, porém devido a baixa audiência, o telejornal é extinto em 8 de maio. Em 5 de novembro, Rodolpho Gamberini é substituído por César Filho no Jornal do SBT Manhã, que agora passava a contar com mais meia-hora de duração. Em 18 de março de 2013, o telejornal passa a se chamar SBT Manhã 2.ª edição.
Em 30 de setembro, o SBT Notícias, que até então era exibido em rede nacional, ganha mais 25 minutos de duração para a Grande São Paulo. Porém, devido ao desempenho fraco na audiência, o jornalístico perde sua versão local em 1.º de novembro, e duas semanas depois acaba saindo do ar também em rede nacional. Em 9 de junho de 2014, o SBT Manhã 2.ª edição é substituído pelo Notícias da Manhã, uma revista eletrônica matinal. Em 6 de novembro, Neila Medeiros passa a ancorar o matinal após a saída de César Filho da emissora. O programa no entanto, ficou no ar até 10 de abril de 2015, sendo retirado da grade devido a baixa audiência.
Em 17 de dezembro de 2015, a reprise matutina do Jornal do SBT ganhou mais uma exibição das 7h às 8h, dessa vez ancorada por Patrícia Rocha, e com uma quantidade maior de links ao vivo em meio as matérias já exibidas anteriormente. Em 25 de janeiro de 2016, a emissora decidiu deixar de exibir o seriado Chaves antes do SBT Brasil em sua área de cobertura. Dessa forma, houve uma alteração na duração das telenovelas Cuidado com o Anjo e A Dona. Esta última passou a preencher o espaço do seriado antes do SBT Brasil, tendo 25 minutos a mais de duração do que na grade nacional. A série passou a ser exibida então apenas para localidades fora da área de cobertura do SBT São Paulo (com exceção do Vale do Paraíba), bem como naquelas em que a emissora local não possui telejornal no slot entre 19h20 e 19h45.
Em 7 de março, Chaves voltou a ser exibido no horário das 13h45, porém foi substituído no dia 28 do mesmo mês pela novela A Mentira. Nesse mesmo dia, a reprise do Jornal do SBT durante a manhã foi substituída pelo bloco local do Primeiro Impacto, apesentado por Joyce Ribeiro e Karyn Bravo. Em 21 de novembro, o Fofocando, que era exibido em rede nacional, passa a ser exibido às 13h15 no espaço em que o SBT exibe programação local, e com isso, o Casos de Família ocupou o horário do programa que passa a ser local e passa a anteceder a novela A Usurpadora. Pouco depois, o programa voltou ao horário habitual das 15h, e a faixa passou a ser preenchida pelo Bom Dia & Companhia.
Em 11 de julho de 2018, por decisão estratégica, o SBT Brasil ganhou mais 25 minutos de duração apenas para São Paulo, passando a ter início às 19h20. A faixa noturna então voltou a ter um telejornal local depois de 5 anos, quando se deu o cancelamento do SBT Notícias. A alteração também era um teste para implantar um novo telejornal local na faixa, com apresentação de Carlos Nascimento (que já havia ancorado o SBT São Paulo em 2006) ou de Rachel Sheherazade. Após as mudanças terem o efeito contrário (a média de audiência do SBT Brasil caiu de 8 para 6 pontos), o telejornal voltou ao seu horário habitual em 20 de julho.
Em 10 de janeiro de 2022, em mais um esforço para ter um espaço dedicado ao jornalismo local, a emissora estreou na faixa vespertina a quinta versão do SBT Notícias, apresentada por Darlisson Dutra, que até então fazia um dos segmentos do Primeiro Impacto. O noticiário passou a ocupar grande parte do horário que era preenchido pelo Bom Dia & Companhia, entre 12h e 14h15, contando ainda com um segmento de transmissão optativa por outras emissoras do SBT a partir de 13h. Após uma semana no ar, mantendo uma média de apenas 3,0 pontos de audiência, a direção da emissora tirou Darlisson Dutra do telejornal, substituindo-o por Dudu Camargo e Marcão do Povo. No entanto, essa mudança acabou sendo revertida quatro dias depois, e Darlisson retornou para a atração em 21 de janeiro. O noticiário continuou mantendo baixos índices de audiência, sendo definitivamente cancelado em 26 de fevereiro, e a partir da semana seguinte, o Bom Dia & Companhia voltou a ocupar a faixa.